# Sainte-Agathe-d’Aliermont
Sainte-Agathe-d’Aliermont ist eine französische Gemeinde mit 298 Einwohnern (Stand: 1. Januar 2022) im Département Seine-Maritime in der Region Normandie; sie gehört zum Arrondissement Dieppe und ist Teil des Kantons Neufchâtel-en-Bray.

## Geographie
Sainte-Agathe-d’Aliermont liegt etwa 32 Kilometer ostsüdöstlich von Dieppe in der Landschaft Pays de Bray. Umgeben wird Sainte-Agathe-d’Aliermont von den Nachbargemeinden Wanchy-Capval im Norden und Nordosten, Londinières im Osten, Croixdalle im Süden und Osten, Osmoy-Saint-Valery im Süden und Südwesten sowie Notre-Dame-d’Aliermont im Westen und Nordwesten.

## Bevölkerungsentwicklung
| Jahr                      | 1962 | 1968 | 1975 | 1982 | 1990 | 1999 | 2006 | 2013 |
| ------------------------- | ---- | ---- | ---- | ---- | ---- | ---- | ---- | ---- |
| Einwohner                 | 253  | 234  | 256  | 247  | 257  | 291  | 307  | 315  |
| Quelle: Cassini und INSEE |      |      |      |      |      |      |      |      |

## Sehenswürdigkeiten
- Kirche Sainte-Agathe aus dem 13. Jahrhundert
- Kirche Saint-Charles in Beauval
- Schloss

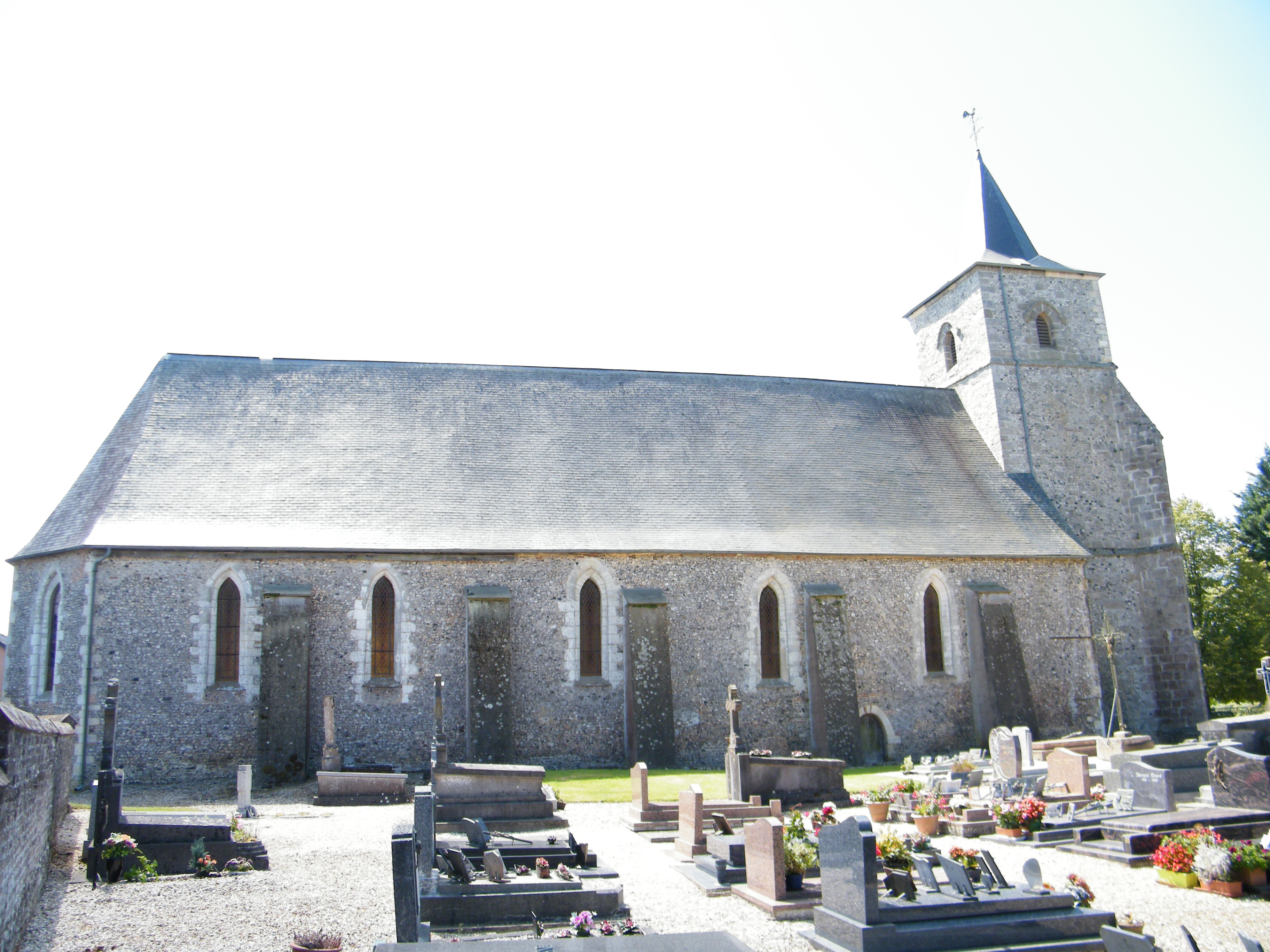
Kirche Sainte-Agathe
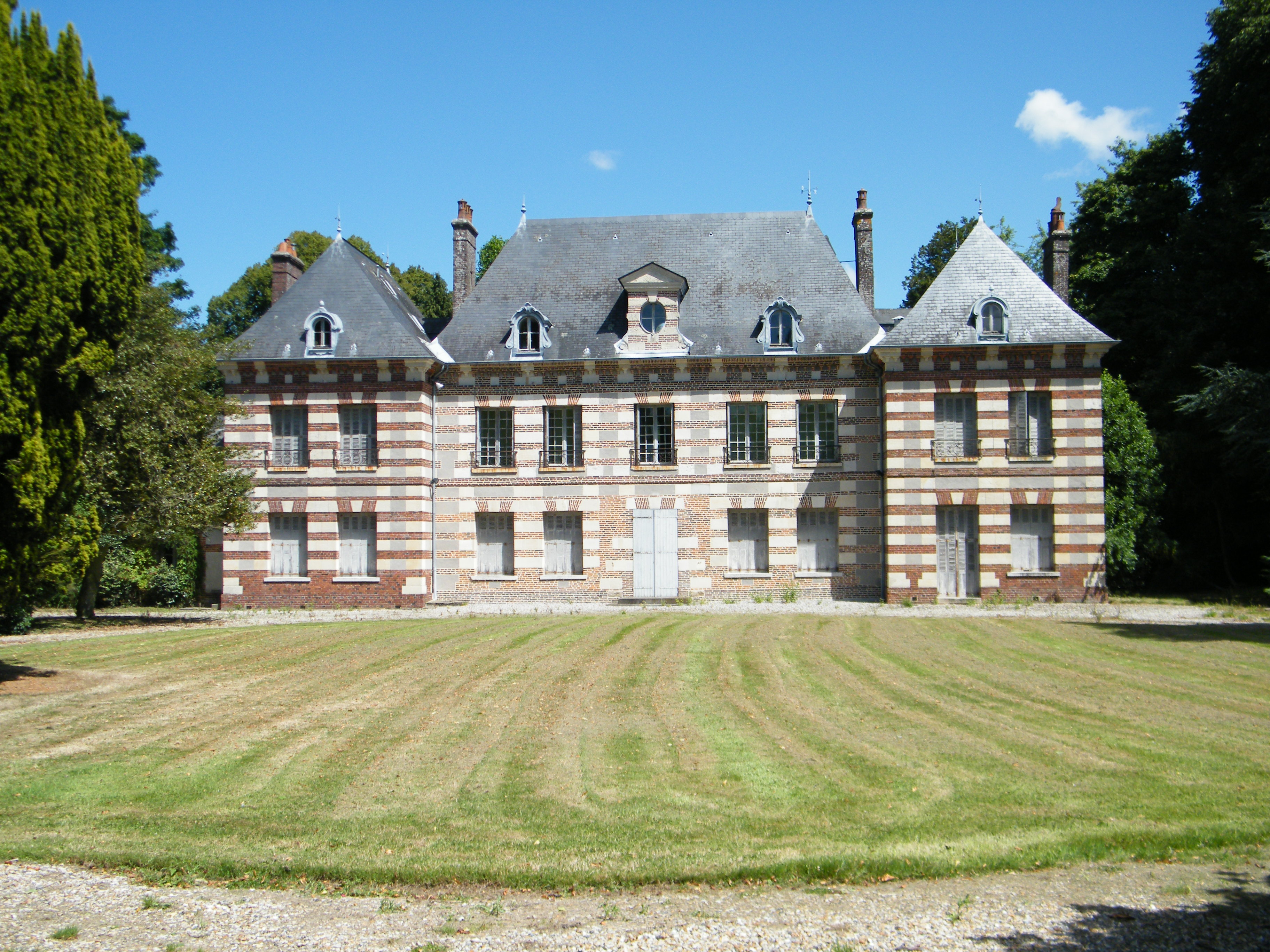
Schloss